# Gerhard Pedersen
Gerhard Sigvald Pedersen (9 aprile 1912 – 4 giugno 1987) è stato un pugile danese.

## Palmarès

### Olimpiadi
- Bronzo a Berlino 1936 nei pesi welter.